# Thomas Americo
Thomas Americo (* 24. Dezember 1958 in Bobonaro, Portugiesisch-Timor; † 7. September 1999 in Dili, Osttimor) war ein Superleichtgewichtsboxer aus Osttimor. Da Osttimor damals von Indonesien besetzt war, gilt Americo als erster Boxer Indonesiens (und damit auch Osttimors), der je um den Gürtel eines Boxweltmeisters gekämpft hat.

## Werdegang
Als Kind wurde Americo von der indonesischen Besatzungsmacht aus seiner Familie entrissen und nach Indonesien verschleppt. Ein Schicksal, dass er mit etwa 4000 anderen osttimoresischen Kindern teilte.
Seinen ersten Profikampf hatte Americo am 19. April 1980 gegen den Australier Eddie Buttons, einen erfahrenen Boxer, am Ende seiner Karriere. Buttons verlor gegen Americo nach Punkten in der zehnten Runde und nahm dies zum Anlass, sein Karriereende zu erklären. am 15. August holte sich Americo mit dem Sieg gegen den Südkoreaner Sang Mo Koo durch K.o. den Meistertitel der Oriental and Pacific Boxing Federation (OPBF).
Dadurch bekam Americo das Recht zum Kampf um den World Boxing Council World Super Light Title. Hier unterlag er aber dem US-Amerikaner Saoul Mamby am 29. August 1981. Mit Jakarta war erstmals Indonesien Austragungsort eines Boxweltmeisterwettkampfs. Nach 15 Runden erklärten zwei Schiedsrichter Mamby zum Sieger, während der Dritte ein Unentschieden sah. Auch den folgenden Kampf gegen den Südkoreaner Sang Hyun Kim am 20. Dezember 1981 verlor Americo nach Punkten und damit auch die OPBF-Meisterschaft. Bis 1995 folgten noch elf weitere Profikämpfe mit sechs Siegen für Americo, zwei davon durch K. o. Dazu kommen vier Niederlagen und ein Unentschieden.
Nach dem Unabhängigkeitsreferendum in Osttimor am 30. August 1999 kam es zu einer letzten Gewaltwelle durch indonesische Sicherheitskräfte, bei der etwa 1500 bis 2000 Menschen ums Leben kamen. Americo wurde am 7. September von pro-indonesischen Milizionären in Dili aus seinem Auto gezogen und erschossen.